# 24713 Екрутт
24713 Екрутт (24713 Ekrutt) — астероїд головного поясу, відкритий 12 вересня 1991 року.
Тіссеранів параметр щодо Юпітера — 3,528.